# Ty the Tasmanian Tiger
Ty the Tasmanian Tiger es un videojuego de plataformas de 2002 desarrollado por Krome Studios y publicado por Electronic Arts para las videoconsolas Nintendo GameCube, PlayStation 2 y Xbox. El juego fue remasterizado en HD para Microsoft Windows y estuvo disponible a través de Steam en 2016. También se desarrolló una versión remasterizada en 2020 publicada por Krome Studios para Nintendo Switch, PlayStation 4, Xbox One y Xbox Series X/S. El desarrollo del videojuego comenzó en 2000 con cinco desarrolladores de Krome Studios y el equipo de desarrollo se amplió más tarde a 45 personas. Para los niveles del juego, los desarrolladores se inspiraron en los paisajes australianos y en la jugabilidad de Crash Bandicoot.

## Trama
La primera entrega de la serie Ty the Tasmanian Tiger se desarrolla en una isla de Australia y sigue las aventuras de Ty, un tigre de Tasmania que busca los cinco talismanes dispersos para que liberen a su familia atrapada de una dimensión alternativa conocida como "The Dreaming" por Boss Cass, un casuario que planea dominar el mundo y principal antagonista de la serie.

## Legado
A pesar de que el juego recibió críticas mixtas, vendió más de un millón de copias en todo el mundo y se produjeron tres secuelas del mismo: Ty the Tasmanian Tiger 2: Bush Rescue, Ty the Tasmanian Tiger 3: Night of the Quinkan y Ty the Tasmanian Tiger 4.